# اراك الكاتب

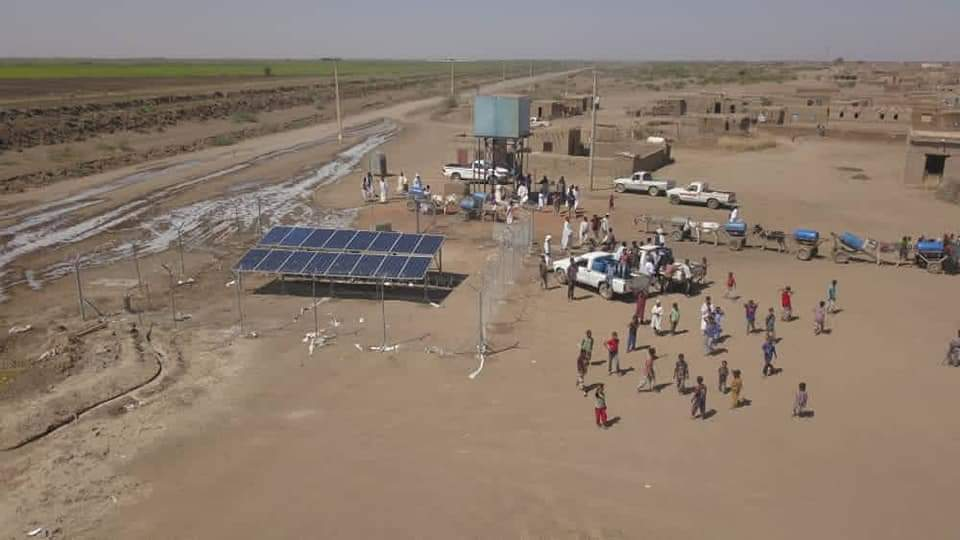
قرية اراك الكاتب

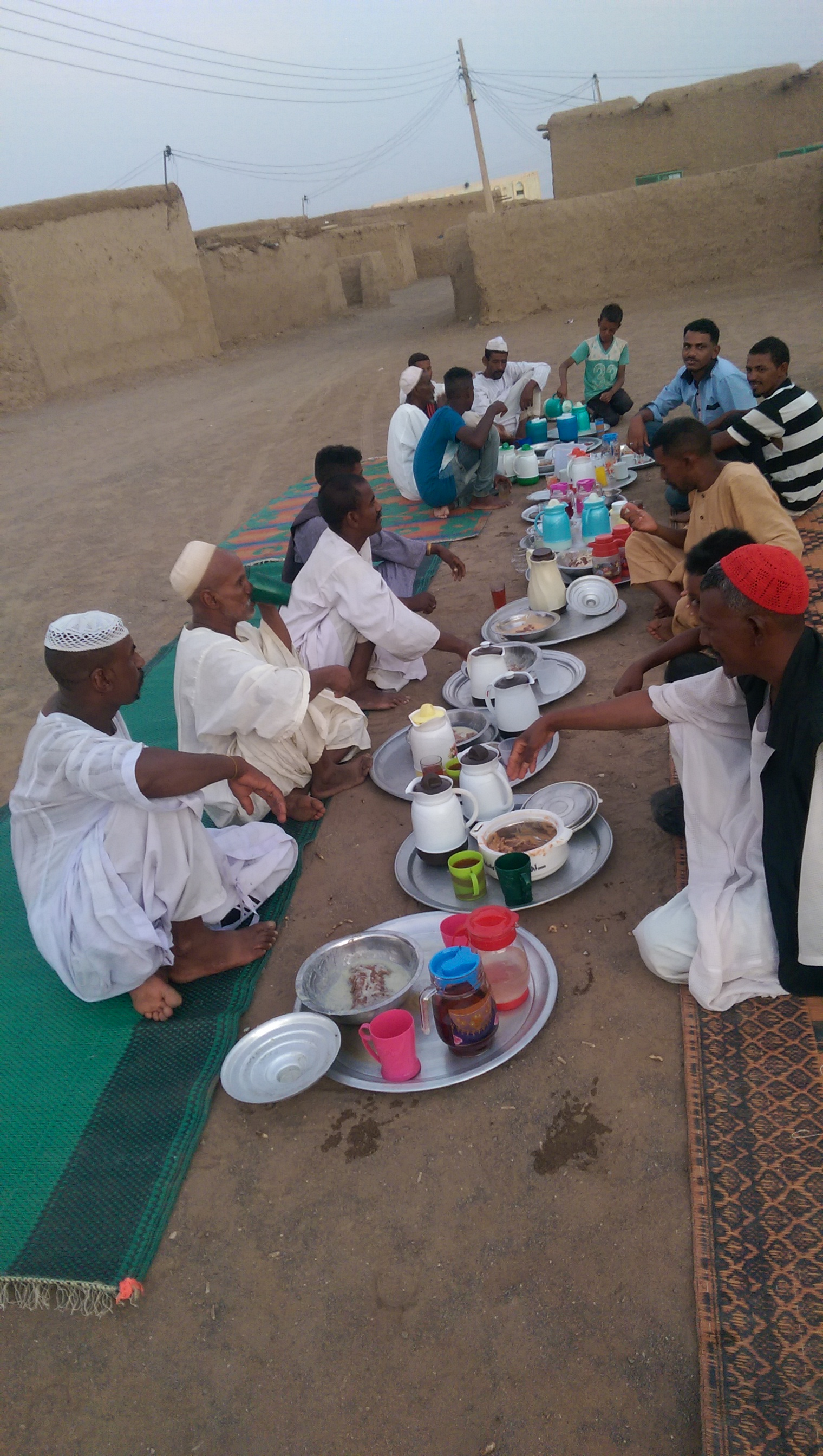
ARAK ALKATIB

اراك الكاتب هي قرية تقع في محلية جبل أولياء في ولاية الخرطوم، وتقع  علي بعد 36 كيلومتر من  الخرطوم، وعلي بعد 12 كيلومتر غرباً من طريق مدني الباقير،وتبعد 15 كيلو متر شرق طريق جبل اولياء الخرطوم، وتسكن هذة المنطقة قبيلة الكبابيش، سبب التسمية يعود إلي صاحب هذة المنطقة الذي كان يسمي بالكاتب وكان شخص متعلم وكان يملك كل هذة الأراضي من قبل سنة 1980م وجاء بعده سكان هذة المنطقة الحاليين ليسكنوا فيها في عام 1984م وفي عام 2007م اندمجت الي هذه القرية بعض الأهالي من قبيلة الربيقات الكبابيش لتسكن معهم، يعتمد سكان هذه القرية على الزراعة والرعي ومن أشهر الشخصيات في هذه القرية شيخ الخضر علي و بله ودبابكر و الامين ودالازيرق و شيخ الخير جمعة و علي مدرسة.

## السكان
يبلغ عدد سكان هذه القرية 3750 نسمة وذلك في إحصائية عام 2019م